# Fabio Sicilia
Fabio Rezende Sicilia (Campina Verde, 7 de novembro de 1970), é um Chef, Sommelier e Chocolatier que dirigiu o restaurante Famiglia Sicilia, funcionando em Belém do Pará desde 1989. Administra a loja de vinhos DonVino desde 2006 e criou a Gaudens, com fábrica própria funcionando desde 2012. Um dos produtos de maior sucesso é o Brownettone, uma de suas criações exclusivas com marca registrada. É membro da Academia Brasileira de Gastronomia.

## Formação e Carreira
Fabio Sicilia é graduado em Enogastronomia pelo Italian Culinary Institute for Foreigners (ICIF), no Piemonte, Itália, com formação de Chef Master pela  Accademia Italiana della Cucina, em Milão, Itália. É Sommelier Profissional pela Associazione Italiana Sommelier (AIS) e Sommelier reconhecido pela Worldwide Sommelier Association (WSA).
Especializado como Chef Chocolatier pela Lênotre (Paris, França). Estudou Produção de Chocolate Bean to Bar pela Selmi Group no Piemonte, Itália. Criou a  Gaudens, marca de chocolates finos, com fábrica própria funcionando em Belém do Pará desde 2012,. 
Suas invenções de maior sucesso estão o Brownettone (2004), um produto exclusivo feito a partir de amêndoas de cacau selecionadas; a Castella (2010) , creme feito com Cacau e Castanha do Pará, além da Cripioca (2017), crisps de chocolate que utiliza flocos de farinha de tapioca ao invés dos tradicionais flocos de arroz.
Herdeiro das tradições culinárias italianas por parte do pai Giuseppe Sicilia e da riqueza gastronômica mineira por parte de sua mãe, Jussara Rezende, abriu junto com ela o restaurante Famiglia Sicilia, em Belém do Pará, no ano de 1989 e em homenagem a seu pai, já falecido a essa época, originalmente se chamava Dom Giuseppe. Hoje é administrado e dirigido pela sua irmã Angela Sicilia.